# Brian Moreno
Brian Moreno Mera (Cali, Valle del Cauca, Colombia, 30 de abril de 1987) es un actor colombiano de cine y televisión.

## Biografía
Hijo del también actor Marlon Moreno, estudió actuación en el Teatro Nacional, realizando su debut actoral en la serie de televisión Tu voz estéreo. Ha participado en telenovelas y series de televisión como El último matrimonio feliz, El Capo, Tres Caínes, La promesa y Lady, la vendedora de rosas.

## Filmografía

### Televisión
| Año       | Título                      | Personaje                              | Canal              |
| --------- | --------------------------- | -------------------------------------- | ------------------ |
| 2006      | Tu voz estéreo              | Varios personajes                      | Caracol Televisión |
| 2008-2009 | El último matrimonio feliz  | Mao                                    | Canal RCN          |
| 2009      | Regreso a la guaca          | Subcomandante                          | Canal RCN          |
| 2009-2010 | Pandillas, guerra y paz     | "Ratón"                                | Canal RCN          |
| 2009-2010 | El capo                     | Pedro Pablo León Jaramillo (joven)     | Canal RCN          |
| 2010-2011 | A corazón abierto           | Rolando                                | Canal RCN          |
| 2011-2012 | Tres Milagros               | Elkin                                  | Canal RCN          |
| 2012      | Escobar, el patrón del mal  | Federico Rodríguez Celades             | Caracol Televisión |
| 2012-2013 | El capo 2                   | Pedro Pablo León Jaramillo (joven)     | Canal RCN          |
| 2013      | Tres Caínes                 | Aurelio                                | Canal RCN          |
| 2013      | La promesa                  | Jorge "Yorlis"                         | Caracol Televisión |
| 2013      | Alias el Mexicano           | "El Chulo"                             | Canal RCN          |
| 2013      | La selección                |                                        | Caracol Televisión |
| 2014      | Bazurto                     | Robinson                               | Caracol Televisión |
| 2014      | El estilista                | Eli                                    | Canal RCN          |
| 2015      | Lady, la vendedora de rosas | Álex Candamil                          | Canal RCN          |
| 2016      | Bloque de búsqueda          | Hernán Martín Jr. / Germán Andrade     | UniMas Canal RCN   |
| 2016      | Todo es prestao             | Galy Galiano                           | Canal RCN          |
| 2018      | La mamá del 10              | Walter                                 | Caracol Televisión |
| 2019      | El Barón                    | Pacho Herrera                          | Telemundo          |
| 2019      | El general Naranjo          | Sargento Bustamante                    | Fox Premium        |
| 2020      | La Nocturna 2               | Cristian Mora                          | Caracol Televisión |
| 2020      | Operación pacifico          | Hermides                               | Telemundo          |
| 2020      | La venganza de Analía       | Guillermo León Mejía (joven)           | Caracol Televisión |
| 2020      | Verdad oculta               | Fabio Montoya                          | Canal RCN          |
| 2021      | Interiores                  | Miguel                                 | Canal Capital      |
| 2021      | MalaYerba                   | Felipe                                 | Starzplay          |
| 2022      | Las Villamizar              | Federico Bravo Cuellar                 | Caracol Televisión |
| 2022      | Entre sombras               | Teófilo Mora                           | Caracol Televisión |
| 2023-2025 | Manes                       | Santiago Herrera "El Machista"         | Prime Video        |
| 2023      | Tía Alison                  | Ramon Ovalle 'El flaco'                | Canal RCN          |
| 2024      | MasterChef Celebrity        | Participante                           | Canal RCN          |
| 2025      | La hija del mariachi        | Emmanuel Rondón "El Coloso de Jalisco" | Canal RCN          |

## Premios y nominaciones
| Año  | Premio                        | Categoría                      | Producción                  | Resultado |
| ---- | ----------------------------- | ------------------------------ | --------------------------- | --------- |
| 2010 | Premios India Catalina        | Revelación artística del año   | El capo                     | Nominado  |
| 2014 | Premios India Catalina        | Mejor actor antagónico         | La promesa                  | Nominado  |
| 2014 | Premios TVyNovelas (Colombia) | Villano favorito de serie      | La promesa                  | Nominado  |
| 2016 | Premios India Catalina        | Mejor actor protagónico        | Lady, la vendedora de rosas | Ganador   |
| 2016 | Premios TVyNovelas (Colombia) | Protagonista favorito de serie | Lady, la vendedora de rosas | Ganador   |